# Ferdinand Omanyala
Ferdinand Omanyala (Hamisi, Kenia, 2 de enero de 1996) es un atleta keniano que compite en los 60,100 y 200 metros lisos del Campeonato Mundial de Atletismo.

## Biografía
Ferdinand Omanyala Omurwa nació en Hamisi como el tercer hijo de Dishon y Adelaide Omurwa, aunque la familia se estableció en Tongaren poco después.

## Trayectoria
En 2015, Omanyala comenzó su carrera atlética en Kenia como estudiante de química en la Universidad de Nairobi. Hizo este cambio después de que un amigo notara su velocidad mientras jugaba al rugby. Pasó del rugby al atletismo y, solo unas semanas después, corrió un tiempo de 10'40s en su primera carrera en Kakamega. El mismo año, ganó las pruebas olímpicas nacionales en la distancia de 100m con un tiempo de 10'37s, pero nunca alcanzó el estándar de clasificación para los Juegos Olímpicos, que era de 10'16s.
En 2017, tras una infracción por dopaje, Omanyala recibió una suspensión de 14 meses. Dio positivo en la prueba de la sustancia prohibida betametasona después de someterse a un tratamiento por su lesión de espalda, que sufrió durante un entrenamiento.
Omanyala ganó el título nacional en los 100 metros en 2019.
El 30 de marzo de 2021, estableció un récord nacional de 10'01 segundos en los 100m al ganar una reunión en el Complejo Deportivo Yabatech en Lagos, Nigeria. En la semifinal de los 100 metros de los Juegos Olímpicos de Tokio 2020 en agosto de ese año, estableció un nuevo récord nacional de 10'00 segundos. Omanyala estaba 0'04s detrás del eventual medallista de plata Fred Kerley y 0'02s detrás del eventual medallista de bronce Andre De Grasse. El mismo mes, corrió una nueva mejor marca personal de 9'86 segundos en Austria, convirtiéndose en el primer keniano en romper la barrera de los 10 segundos. En septiembre, corrió 9'77 segundos (+1,2 m/s) para establecer un nuevo récord africano en el Absa Kip Keino Classic celebrado en Nairobi, Kenia, quedando en segundo lugar, detrás de Trayvon Bromell, que corrió 9'76 s, la mejor marca del año.
En junio de 2022, Omanyala se convirtió en campeón africano de 100 metros antes de ser eliminado en las semifinales de los Campeonatos del Mundo celebrados en Eugene, Oregón , en julio, tras llegar al evento solo un par de horas antes de su primera ronda debido a problemas de visado. En agosto, consiguió la primera medalla de oro de Kenia en los Juegos de la Commonwealth de Birmingham , convirtiéndose en el primer keniano en ganar el oro en la carrera de 100 metros en 60 años.
Su carrera hasta los Juegos Olímpicos de Verano de 2024 fue prometedora, marcando 10'01 segundos en los Juegos FBK en los Países Bajos. Omanyala fue el abanderado de Kenia junto a Triza Atuka en la ceremonia de apertura de los juegos de París. Se sintió decepcionado por solo registrar 10'8 segundos en las semifinales.

## Vida personal
Está casado con Laventa Amutavi y tienen un hijo. Sus patrocinadores oficiales son Odibets, una empresa de apuestas deportivas de Kenia.